# Trochantha graciliflora
Trochantha graciliflora är en benvedsväxtart. Trochantha graciliflora ingår i släktet Trochantha och familjen Celastraceae.

## Underarter
Arten delas in i följande underarter:
- T. g. graciliflora
- T. g. newalensis